# Naj te morje
Naj te morje je tretji studijski album skupine Faraoni. Album je izšel leta 1994 pri založbi D-Look. 

## Seznam skladb
| Št. | Naslov                  | Pisec                                                | Dolžina |
| --- | ----------------------- | ---------------------------------------------------- | ------- |
| 1.  | „Vsako jutro‟           |                                                      | 2:44    |
| 2.  | „V San Simonu‟          | Z. Runjić/N. Depangher/Sašo Fajon                    | 3:10    |
| 3.  | „Enkrat si na vrsti ti‟ | E. Hrovatin/D. Mislej/E. Hrovatin-S. Fajon           | 3:44    |
| 4.  | „Je še kdo za ples‟     |                                                      | 3:08    |
| 5.  | „Poletje si ti‟         | F. Maraž/L. Fiorencis-F. Maraž/F. Maraž-S. Kalogjera | 3:23    |
| 6.  | „Naj te morje‟          |                                                      | 3:00    |
| 7.  | „Ko pride noč‟          |                                                      | 3:42    |
| 8.  | „Zate in zame‟          |                                                      | 3:36    |
| 9.  | „Mrak‟                  | P. Pocecco/T. Kaluža-P. Pocecco/E. Hrovatin-S. Fajon | 3:00    |
| 10. | „Sonce sreče‟           | E. Hrovatin/N. Depangher-D. Mislej/D. Žgur           | 2:58    |

## Zasedba

### Faraoni
- Enzo Hrovatin – kitare, vokal, bas kitara
- Nelfi Depangher – bobni, vokal
- Piero Pocecco – bas kitara, vokal
- Ferdinand Maraž – klaviature, vokal
- Claudio Krmac – vokal, klaviature

### Gostje
- Oliver Dragojević - vokal
- Meta Močnik - spremljevalni vokal
- Edy Meola - saksofon